# Osiedle Szkolne (Żywiec)

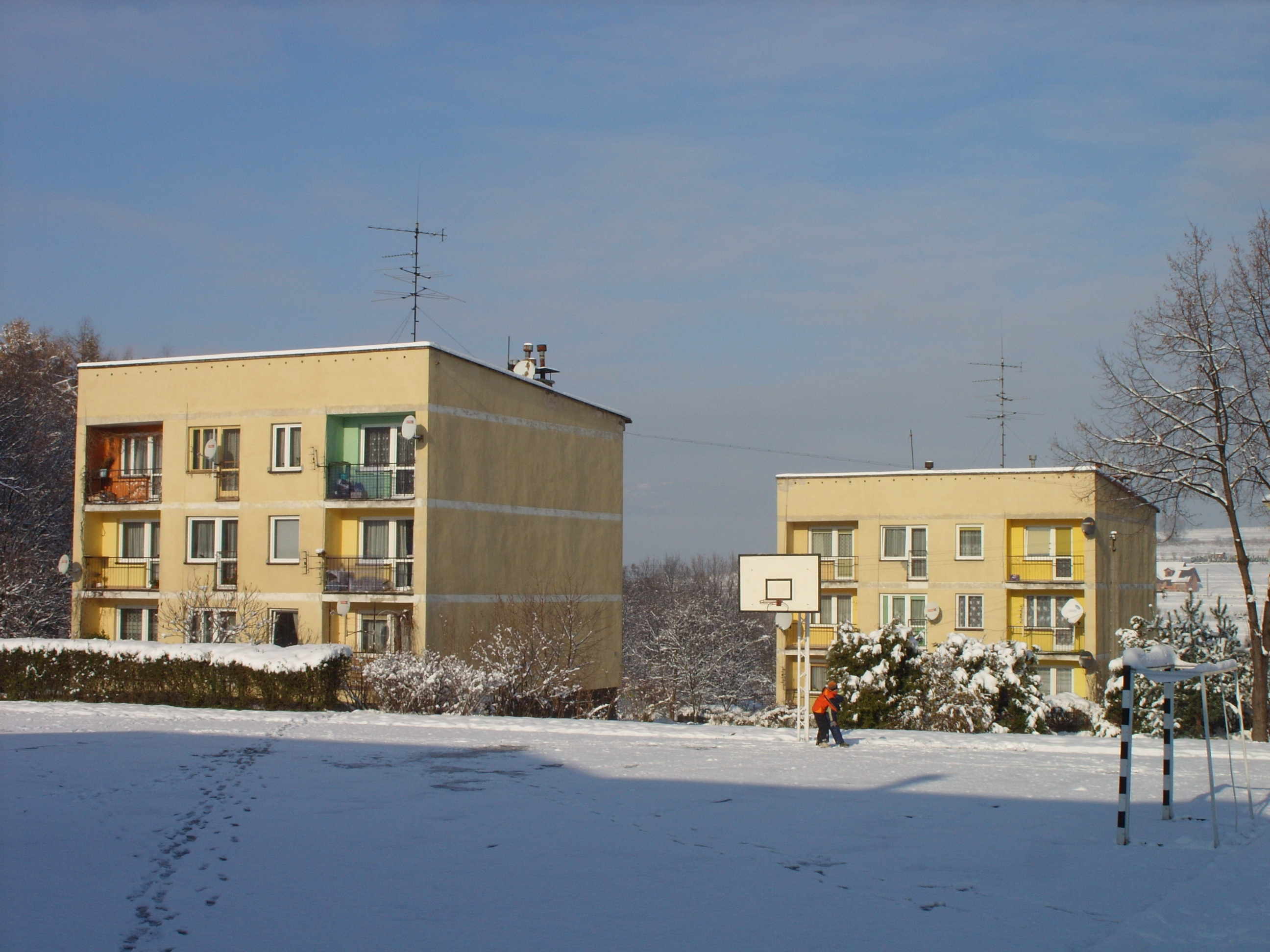
Osiedle Szkolne

Osiedle Szkolne – osiedle mieszkaniowe w Żywcu, w dzielnicy Moszczanica.
Osiedle położone jest za Zespołem Szkół Agrotechnicznych i Ogólnokształcących. Połączenia z centrum miasta zapewniają autobusy komunikacji miejskiej numer 7 i 14.